# Krivé
Krivé est un village de Slovaquie situé dans la région de Prešov.

## Histoire
Première mention écrite du village en 1454.

## Démographie

### Évolution de la population
| Année:               | 1994. | 2004.    | 2014.   | 2024.   |
| -------------------- | ----- | -------- | ------- | ------- |
| Nombre de personnes: | 232   | 201      | 220     | 206     |
| Différence:          |       | -13,36 % | +9,45 % | -6,36 % |

| Année:               | 2023. | 2024.   |
| -------------------- | ----- | ------- |
| Nombre de personnes: | 211   | 206     |
| Différence:          |       | -2,36 % |